# Pseituk
Pseituk - Псейтук (rus) - és un aül de la República d'Adiguèsia, a Rússia. Es troba a 27 km a l'oest de Takhtamukai i a 123 km al nord-oest de Maikop, al capital de la república.
Pertany al municipi d'Afipsip.